# Satèl·lit natural

Principals satèl·lits naturals del sistema solar. Cliqueu la imatge per ampliar-la

Un satèl·lit natural és un objecte astronòmic que orbita al voltant d'un objecte més gran, generalment un planeta. Generalment, és molt més petit que el planeta i l'acompanya en la seva revolució al voltant de l'estrella. En el cas de la Lluna, que té una mesura tan semblant a la Terra, en comptes de considerar la Terra com un planeta i la Lluna com el seu satèl·lit, es pot considerar com un sistema de dos planetes que giren junts (planeta doble). Aquest també és el cas de Plutó i el seu satèl·lit Caront.
Per extensió s'anomena satèl·lit natural o lluna qualsevol cos natural que gira al voltant d'un cos que no siga el Sol, com per exemple un asteroide com en el cas del satèl·lit asteroidal Dàctil girant al voltant de (243) Ida. Així es diu: els satèl·lits de Júpiter, però també, les llunes de Júpiter.
Els satèl·lits presenten formes i mides diferents i també poden ser de diferents tipus. La forma pot ser esfèrica, en aquells casos en que tenen prou massa per tal que la gravetat provoqui aquesta forma, o més o menys irregular en el cas de les mides més petites. Habitualment es tracta de cossos sòlids i alguns tenen atmosfera.
En el sistema solar hi ha:
- Satèl·lits pastors: quan mantenen algun anell de Saturn, Júpiter, Urà o Neptú en el seu lloc.
- Satèl·lits troians: quan un planeta i un satèl·lit important tenen en els punts de Lagrange L₄ i L₅ altres satèl·lits.
- Satèl·lits coorbitals: quan giren en la mateixa òrbita. Els satèl·lits troians són coorbitals, però també ho són els satèl·lits de Saturn Janus i Epimeteu, que disten en les seves òrbites menys de la seva grandària i en comptes de xocar intercanvien les seves òrbites.
- Satèl·lits asteroidals: alguns asteroides tenen satèl·lits al seu voltant com (243) Ida i el seu satèl·lit Dactyl. El 10 d'agost de 2005, es va anunciar el descobriment d'un asteroide (87) Sílvia, que té dos satèl·lits girant al seu voltant, Ròmul i Rem. Ròmul, la primera lluna, es va descobrir el 18 de febrer de 2001 en el telescopi W. M. Keck II de 10 metres a Mauna Kea, té 18 km de diàmetre i la seva òrbita a una distància de 1.370 km de Sílvia tarda a completar-se 87,6 hores. Remus, la segona lluna, té 7 km de diàmetre i gira a una distància de 710 km, i tarda 33 hores a completar una òrbita al voltant de Sílvia.

Es contraposa al terme satèl·lits artificials, que és un objecte fabricat per l'ésser humà.
Referit als satèl·lits naturals, ja que tots els objectes patixen la força de la gravetat, el moviment de l'objecte primari també es veu afectat pel satèl·lit. És precisament aquest fenomen el que permet el descobriment de planetes extrasolars. Si dos objectes tenen masses semblants, se sol parlar de sistema binari en comptes d'un objecte primari i un satèl·lit. El criteri habitual per a considerar un objecte com a satèl·lit és que el centre de masses del sistema format pels dos objectes estiga dins de l'objecte primari.

## Satèl·lits al sistema solar
AAl sistema solar es coneixen uns 214 satèl·lits, 158 confirmats i 56 encara per confirmar, es distribueixen així:

### Satèl·lits de planetes
- 1 a la Terra, anomenat Lluna.
- 2 a Mart: Deimos i Fobos.
- 79 a Júpiter: 53 confirmats (Adrastea, Aedea, Amaltea, Anance, Ars, Autònoe, Caldona, Cale, Càlice, Cal·lícore, Cal·lírroe, Cal·listo, Carme, Carpo, Cilene, Cora, Dia, Elara, Erínome, Ersa, Etna, Euante, Eucèlade, Eufema, Eupòria, Eurídome, Europa, Filofròsine, Ganimedes, Harpàlice, Hegèmone, Hèlice, Hermipe, Herse, Himalia, Io, Iocasta, Irene, Isònoe, Leda, Lisitea, Megaclite, Metis, Mnemea, Ortòsia, Pandia, Pasífae, Pasítea, Praxídice, Sinope, Sponde, Taígete, Tebe, Telxínoe, Temisto, Tíone, Valetudo i 26 més que encara no han estat confirmats i no tenen nom definitiu.
- 82 a Saturn: 53 confirmats (Aegir, Albiorix, Antea, Atles, Bebhionn, Bergelmir, Bestla, Calipso, Dafnis, Dione, Egeó, Encèlad, Epimeteu, Erriapus, Farbauti, Febe, Fenrir, Fornjot, Greip, Hati, Helena, Hiperió, Hyrrokkin, Ijiraq, Janus, Jàpet, Jarnsaxa, Kari, Kiviuq, Loge, Metone, Mimas, Mundilfari, Narvi, Paaliaq, Pal·lene, Pan, Pandora, Pòl·lux, Prometeu, Rea, Siarnaq, Skadi, Skoll, Surtur, Suttungr, Tarqeq, Tarvos, Telest, Tetis, Thrymr, Tità, Ymir,) i 29 més que encara no han estat confirmats i no tenen nom definitiu.
- 27 a Urà: Tots 27 confirmats (Ariel, Belinda, Bianca, Caliban, Cordèlia, Crèssida, Cupido, Desdèmona, Ferdinand, Francesc, Julieta, Mab, Margarida, Miranda, Oberó, Ofèlia, Perdita, Pòrcia, Pròsper, Puck, Rosalina, Setebos, Sicorax, Esteve, Titània, Tríncul i Umbriel).
- 14 a Neptú: Tots 14 confirmats (Despina, Galatea, Halimedes, Laomedeia, Larissa, Nàiade, Nereida, Neso, Proteu, Psamate, Sao, Talassa, Tritó).

### Satèl·lits de planetes nans
- 5 a Plutó: Caront, Hydra i Nix.
- 1 a Eris: Disnòmia.
- 2 a Haumea: Namaka i Hiʻiaka
- 1 a Makemake: 1 de provisional (S/2015 (136472) 1)

Els planetes Mercuri i Venus no tenen cap satèl·lit natural. Cerques sistemàtiques des de telescopis terrestres i missions no tripulades als planetes gegants han augmentat cada cert temps aquestes xifres en descobrir nous satèl·lits, i poden continuar fent-ho en el futur.
|                              |                         |                              |                            |                           |                            |                           |
| Ganimedes (lluna de Júpiter) | Tità (lluna de Saturn)  | Cal·listo (lluna de Júpiter) | Io (lluna de Júpiter)      | Lluna (lluna de la Terra) | Europa (lluna de Júpiter)  | Tritó (lluna de Neptú)    |
|                              |                         |                              |                            |                           |                            |                           |
| Titània (lluna d'Urà)        | Rea (lluna de Saturn)   | Oberó (lluna d'Urà)          | Jàpet (lluna de Saturn)    | Caront (lluna de Plutó)   | Umbriel (lluna d'Urà)      | Ariel (lluna d'Urà)       |
|                              |                         |                              |                            |                           |                            |                           |
| Dione (lluna de Saturn)      | Tetis (lluna de Saturn) | Encèlad (lluna de Saturn)    | Miranda (lluna d'Urà)      | Proteu (lluna de Neptú)   | Mimas (lluna de Saturn)    | Hiperió (lluna de Saturn) |
|                              |                         |                              |                            |                           |                            |                           |
| Febe (lluna de Saturn)       | Janus (lluna de Saturn) | Amaltea (lluna de Júpiter)   | Epimeteu (lluna de Saturn) | Tebe (lluna de Júpiter)   | Prometeu (lluna de Saturn) | Pandora (lluna de Saturn) |
|                              |                         |                              |                            |                           |                            |                           |
| Hidra (lluna de Plutó)       | Nix (lluna de Plutó)    | Helena (lluna de Saturn)     | Atles (lluna de Saturn)    | Pan (lluna de Saturn)     | Telest (lluna de Saturn)   | Calipso (lluna de Saturn) |
|                              |                         |                              |                            |                           |                            |                           |
| Fobos (lluna de Mart)        | Deimos (lluna de Mart)  | Dafnis (lluna de Saturn)     | Metone (lluna de Saturn)   | Dàctil (lluna d'Ida)      |                            |                           |